# Vol Trigana Air Service 267
Le 16 août 2015, un ATR 42 effectuant le vol Trigana Air Service 267, un vol intérieur régulier assuré par la compagnie indonésienne Trigana Air Service, s'est écrasé 15 minutes avant son heure prévue d'atterrissage à Oksibil, une petite ville d'Indonésie enclavée dans les monts Bintang, dans la province indonésienne de Papouasie, en provenance de la capitale de la province, Jayapura.
Avec un bilan de 54 morts (49 passagers et 5 membres d’équipage) et aucun survivant, il s'agit de l'accident aérien le plus meurtrier impliquant un ATR 42, et également le pire impliquant un appareil de Trigana Air Service, depuis la création de la compagnie en 1991.
Le comité national pour la sécurité dans les transports (KNKT) a publié son rapport final sur l'accident en décembre 2017. Une déviation de la trajectoire lors de l'approche à vue, des règles de vol à vue sans tenir compte de la météo et du terrain, et la désactivation probable du système EGPWS ont directement contribué à l'accident, aggravés par des défaillances dans la culture de la sécurité de Trigana Air.

## Contexte

### Avion et opérateur
L’appareil, un ATR 42-300, était immatriculé PK-YRN, avait été fabriqué en 1988 et était initialement exploité aux États-Unis avant d’être transféré à Trigana Air Service en 2005. Cette compagnie aérienne régionale, qui figure sur la « liste noire » des compagnies aériennes interdites de vol dans l’Union européenne, exploitait cinq autres appareils du même type et trois appareils d'une plus grande variante, l’ATR 72, au moment de l'accident. Les appareils exploités par Trigana Air ont été impliqués dans 14 accidents graves entre 1992 et 2006, dont 11 ont entraîné une perte de l'appareil.

### Passagers et équipage
L'avion transportait 49 passagers et 5 membres d'équipage. Le manifeste des passagers publié par Trigana Air indiquait que tous les passagers à bord étaient indonésiens. Parmi les passagers, il y avait 44 adultes, 3 enfants et 2 nourissons. Il y avait deux pilotes, le commandant de bord Hasanuddin avait rejoint Trigana en 2000 et totalisait 25 200 heures de vol dont 7 300 heures sur ATR 42. L'officier pilote de ligne Aryadin Falani avait rejoint Trigana en 2008 et totalisait 3 800 heures de vol, dont 2 600 sur ATR 42. Trigana a décrit les deux pilotes comme des pilotes très expérimentés.
Parmi les passagers se trouvaient quatre agents des postes qui se rendaient à Oksibil pour distribuer la carte Sejahtera en Indonésie, un programme pour les personnes défavorisées développé et promu par le président Joko Widodo lors de sa campagne pour l'élection présidentielle de 2014 en Indonésie. Ils transportaient environ 6,5 milliards de roupies (environ 420 000 euros),. Trois représentants du gouvernement local et deux membres du conseil des représentants régionaux étaient également présents à bord pour assister aux célébrations du 70e anniversaire de l'indépendance de l'Indonésie.

## Déroulement des faits

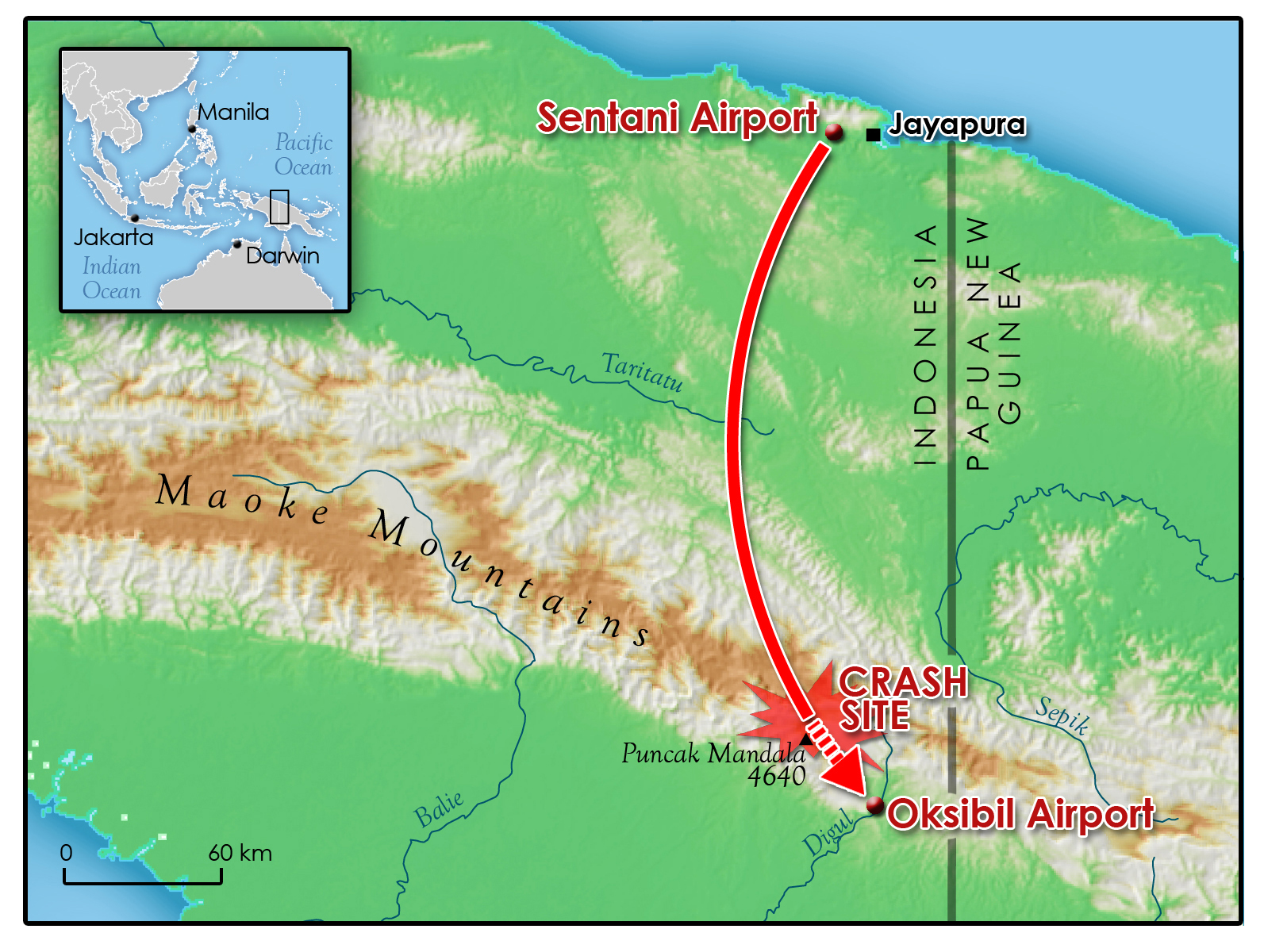
Carte montrant le lieu de l'accident du vol 267.

Le vol 267 a décollé de Jayapura, la capitale de la province de Papouasie, à 14 h 22 (heure locale) et devait atterrir à Oksibil, une ville isolée proche de la frontière avec la Papouasie-Nouvelle-Guinée, vers 15 h 16. L’aéroport d'Oksibil (en) n’était pas équipé d'un système d’atterrissage aux instruments (ILS) pour guider les avions vers l’atterrissage, car il se trouve trop près de montagnes.
Le contact avec l'avion a été perdu vers 14 h 55 (heure locale), après avoir décollé de l'aéroport de Jayapura-Sentani, et environ quinze minutes avant son atterrissage prévu, après que le pilote eut demandé l’autorisation d’entamer la descente.. Rien n'indiquait qu'un appel de détresse a été lancé par l'équipage. Les pilotes devaient entrer en contact avec le personnel au sol à l’aéroport d’Oksibil vers 15 heures. Les tentatives de ceux qui se trouvaient à l’aéroport pour contacter l’avion ont échoué,. Au moment de l’accident, l’avion se trouvait dans la dernière partie de son itinéraire prévu.
L'avion à turbopropulseurs transportait 44 adultes, 5 enfants et 5 membres d'équipage,. L'appareil transportait également 6,5 milliards de roupies en liquide (environ 420 000 euros), argent qui devait être distribué à des familles pauvres de la province indonésienne de Papouasie (la province la plus à l’est du pays).

### Conditions météorologiques
Des déclarations contradictoires concernant les conditions météorologiques ont été publiées. La météo orageuse a été initialement citée comme une cause possible de l’accident, mais il a été ultérieurement confirmé que la météo était plutôt bonne. Le ministre des transports indonésien, Ignasius Jonan, a déclaré que les intempéries n'étaient pas la cause de l'accident. Les données du bureau local de l’Agence indonésienne de météorologie, de climatologie et de géophysique ont montré qu’au moment de l’accident, le temps était ensoleillé. L'équipage d'un autre appareil ayant atterri avant l'accident a également signalé que les conditions à l'époque étaient « bonnes ».
Cependant, plusieurs pilotes ont déclaré qu'il était difficile de voler dans la région. Le pilote Andhy Gunawan a déclaré que le terrain en Papouasie était très dangereux et a averti que les conditions météorologiques dans la région étaient également dangereuses, car la visibilité pouvait être très limitée. Le ministère des transports a reconnu que les équipements du système de la navigation aérienne indonésien étaient très obsolètes et remontaient aux années 50, en particulier dans des zones reculées telles que la Papouasie. La plupart des aéroports de Papouasie n’avaient pas d’aide à la navigation moderne à l’époque. Sans cet équipement, les aéroports et les pilotes doivent effectuer des opérations selon les règles de vol aux instruments mais s’appuyer sur les règles de vol à vue. Cela pourrait toutefois s'avérer dangereux étant donné que la météo en Papouasie était « impitoyable et imprévisible », la plupart des aéroports ne recevant aucune information sur les conditions météorologiques prévalant dans la région.

## Opération de secours
À 15 h 30, l'agence nationale indonésienne de recherche et de sauvetage (BASARNAS) a déployé un aéronef de recherche pour retrouver l'ATR 42. Plusieurs aéronefs de recherche supplémentaires ont été renforcés par une équipe de recherche à pied, le 17 août,. Des équipes de secours et près de 250 soldats, pompiers et secouristes et 11 avions ont été envoyés sur place le lendemain de la catastrophe mais ont dû suspendre leurs recherches en raison des mauvaises conditions météorologiques. Les équipes de secours sont arrivées le 18 août sur le site du crash et ont découvert les 54 corps brûlés et difficiles à identifier,,. Selon les autorités, l’appareil était « complètement détruit, tout en morceaux, et une partie de l'avion était brûlée ». Il n'y a aucun survivant,.
Des habitants ont contacté la police et indiqué qu'ils avaient vu l'avion s'écraser sur le mont Tangok, dans le district de Pegunungan Bintang, dans le district d'Okbape,. Les appareils de recherches ont repéré l'épave à environ 12 kilomètres d'Oksibil. Le ministère des transports indonésien a confirmé que l'épave se trouvait à une altitude de 8 300 pieds (2 530 mètres). D'après des responsables de l'agence de recherches indonésiennes (BASARNAS), le terrain où s'est produit l'accident n'avait encore jamais été exploré par l'homme.

## Recherches dans l'épave
En raison du manque d'air à cette altitude élevée, les sauveteurs ont été incapables d'utiliser le transport aérien pour récupérer les victimes ou l'épave, nécessitant une récupération par voie terrestre. Le terrain lui-même a été décrit comme « très raide ». La police nationale indonésienne a envoyé trois équipes d'identification des victimes de catastrophes (DVI) dans la zone afin d'identifier les victimes de l'accident. Cependant, le mauvais temps et la faible visibilité ont entravé les efforts de recherche et de sauvetage. Les systèmes météorologiques autour de l'épave étaient « imprévisibles », selon la BASARNAS.
Au 18 août 2015, toutes les personnes décédées avaient été retrouvés, mais le mauvais temps empêchait la récupération des corps des victimes. Le corps de certaines victimes était intact et présentait des brûlures, d'autres étaient mutilées et difficiles à identifier. Les photos prises sur le lieu de l'écrasement révèlent que l'avion a été fortement fragmenté en morceaux plus petits du fait de l'impact, sans aucune chance de survie pour les personnes à bord.
À la tombée de la nuit, le 19 août, dix-sept corps avaient été emportés depuis le lieu de l'accident. Les deux enregistreurs de vol ont été retrouvés le 19 et le 20 août,.

Site de l'accident
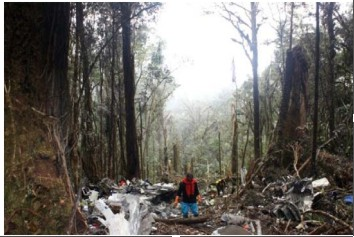
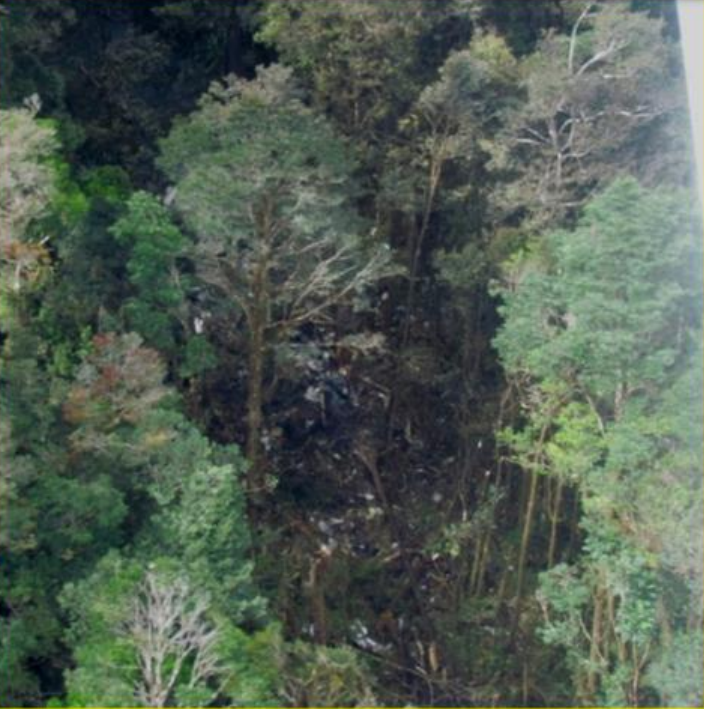
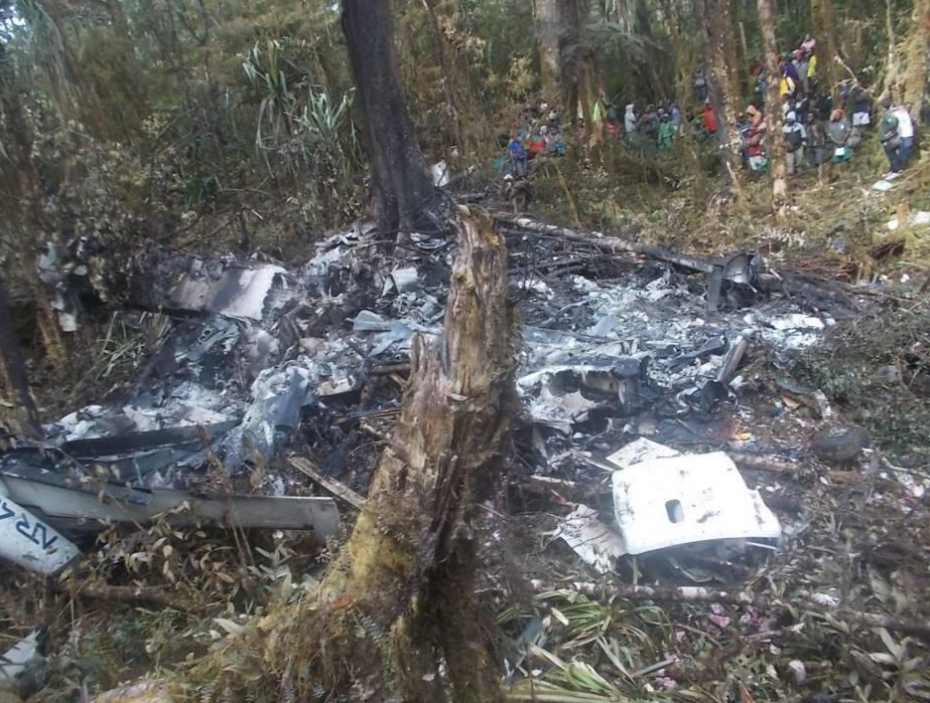

## Enquête
Le Comité national pour la sécurité dans les transports indonésien (NTSC ou KNKT) a ouvert une enquête sur l'accident. Conformément à la réglementation internationale, l'avion étant construit en France, le Bureau d'enquêtes et d'analyses pour la sécurité de l'aviation civile (BEA) a participé et a envoyé trois enquêteurs. Le constructeur aéronautique ATR a également assisté à l'enquête et a envoyé quatre conseillers techniques.
Le manifeste de vol publié par Trigana s’est avéré être erroné, il était en fait valable pour un autre vol de Trigana. En conséquence, le président de l’aéroport de Sentani a été licencié par le ministère des transports. Seize travailleurs ont également fait l'objet d'une enquête par la police en raison de leur implication. Deux membres du personnel de Trigana sont restés en détention. Ignasius Jonan, ministre indonésien des transports, a critiqué le personnel de l'aéroport, affirmant que la situation était catastrophique et qu'elle devait être résolue.

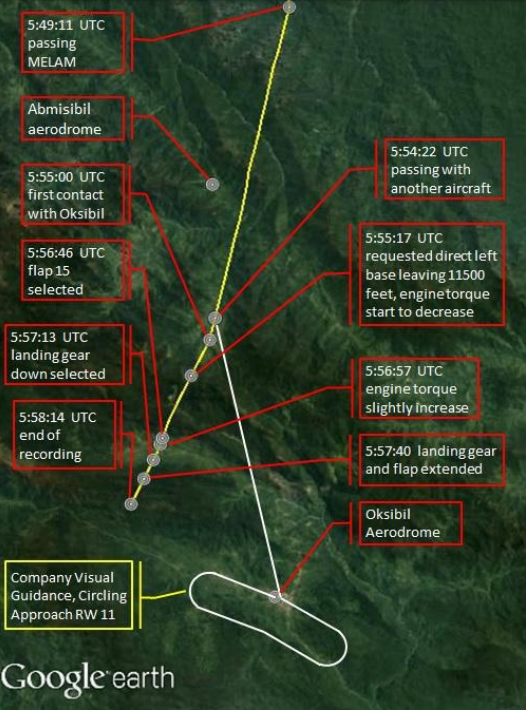
Carte représentant la trajectoire de vol prévue (ligne blanche) et le chemin emprunté par les pilotes du vol 267 (ligne jaune).

Les enquêteurs ont reconstruit la trajectoire de vol prévue du vol 267 à l'aide de Google Earth et des données de l'enregistreur phonique du poste de pilotage (CVR). Ils ont noté que l'enregistreur de données de vol (FDR) était inutilisable. L’analyse du CVR a révélé qu’à 14 h 55, heure locale, les pilotes du vol 267 a annoncé leur intention de se rendre directement en base gauche sur la piste. Immédiatement après, le vol 267 a dévié de sa trajectoire de vol prévue.
Ensuite, le vol 267 a dévié à droite. La zone située à droite du vol était entourée de terrains montagneux. Une partie du terrain pouvait atteindre plus de 8 000 pieds (2 438 mètres). De plus, les conditions météorologiques imprévisibles de la Papouasie ont mis le vol en danger. Dans la région, des pilotes ont parfois signalé du brouillard qui venait « de nulle part », ce qui peut drastiquement limiter la visibilité du pilote. Bien que de bonnes conditions aient été signalées dans la région, il y avait également du brouillard localisé dans les montagnes. Selon le Comité national pour la sécurité dans les transports, d'après l'analyse du CVR, le vol 267 a pénétré dans des nuages et dans du brouillard. L'altitude du vol 267 n'était pas suffisante pour franchir les montagnes. Il est plausible que la proximité avec le terrain n'ait pas été remarquée par les pilotes.
L'équipe d'enquête a décidé d'examiner la raison de l'équipage de s'être écarté de la trajectoire de vol prévue. Ils ont vérifié le vol précédent de l'équipage entre Sentani et Oksibil. Il a été révélé que l’équipage avait fait exactement la même chose : réaliser une base gauche directe en s’écartant de sa trajectoire de vol prévue. Les enquêteurs ont ensuite déclaré que l'équipage était peut-être trop confiant avec ses compétences de pilotage. De la même façon que le vol TransAsia Airways 222, en raison de leur succès lors de l'atterrissage précédent (en volant en dessous de l'altitude minimale de sécurité), l'équipage a cru pouvoir faire la même chose à l'avenir sans prendre en compte les conséquences. L'équipage avait accumulé des milliers d'heures de vol et connaissait bien l'aéroport. En raison de leur connaissance du terrain, ils ont eu tendance à avoir confiance en leurs compétences. Ainsi, leur conscience de la situation a été réduite de manière significative.

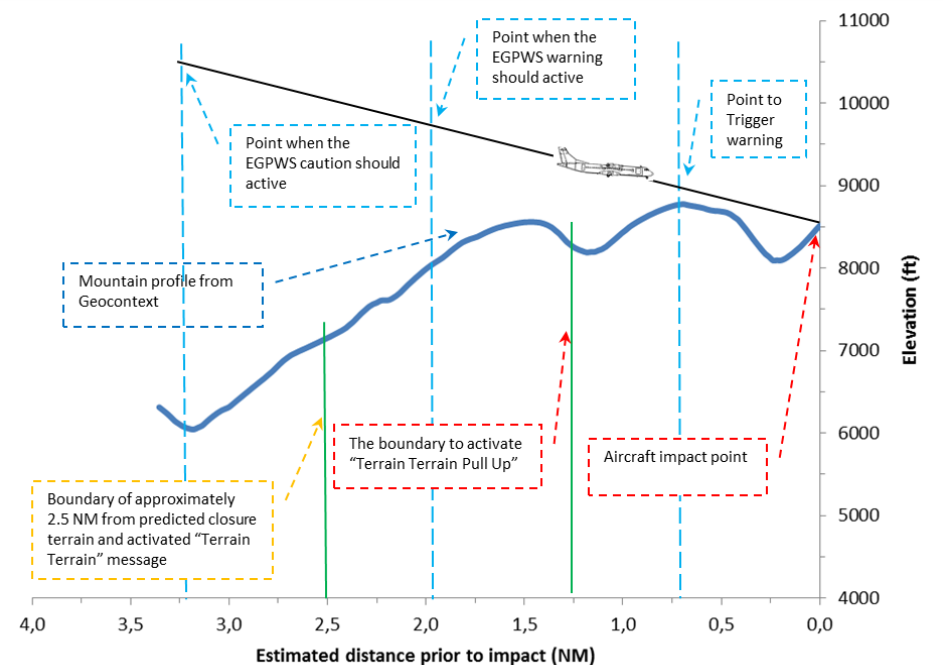
La trajectoire d'approche suivi par le vol 267, avec différentes informations étiquetées.

Cependant, tout cela aurait pu être évité si l'avertisseur de proximité du sol (EGPWS) avait retenti et averti l'équipage de leur proximité avec le terrain. Le KNKT a noté que le signal EGPWS n'avait pas sonné du tout lors des derniers moments du vol, alors même que le vol 267 allait percuter la montagne. Les enquêteurs ont révélé que l'équipage du vol 267 avait coupé le disjoncteur responsable de l'activation de l'EGPWS. En effet, l’équipage a volontairement déconnecté l’alerte EGPWS. Le personnel de direction de Trigana Air a déclaré que certains pilotes avaient annoncé que les avertissements se déclenchaient parfois dans des conditions inappropriées. Cela a amené certains pilotes à penser que le système était défaillant. Ainsi, ce dernier a été désactivé en tirant sur son disjoncteur. La direction a identifié certains pilotes, y compris le pilote du vol accidenté, qui tirait sur le disjoncteur EGPWS pour mettre fin aux alarmes,.
Selon le rapport final, l’enquête a conclu que le disjoncteur d’alimentation EGPWS avait été déconnecté pendant le vol en question et lors des deux vols précédents, ce qui explique l’absence d’alarmes d'altitude lors des deux approches précédentes et donc de mise en garde avant l’impact. Une enquête plus approfondie a révélé que Trigana Air avait publié une carte d’approche contenant des informations erronées aux pilotes. La carte d’approche indiquait que l’altitude minimale de sécurité était à 8 000 pieds (2 438 mètres). Cependant, le vol 267 a percuté la montagne à 8 300 pieds (2 530 mètres). Le KNKT a estimé que la carte d'approche était erronée, inefficace et difficile à comprendre. La maintenance des appareils a également été mal effectuée par la compagnie aérienne.
Le rapport final a conclu que l'accident était un impact sans perte de contrôle (CFIT) dû à la décision de l'équipage de s'écarter de la trajectoire de vol projetée. L'absence d'avertissement de l'EGPWS a joué un rôle crucial dans cette catastrophe.
Neuf recommandations de sécurité ont été émises par le KNKT à la suite de l'accident et de la publication du rapport final(p54-55),.

## Conséquences

### Deuil
L’avion s’est écrasé un jour avant que l’Indonésie célèbre son 70e anniversaire. Le président indonésien, Joko Widodo, a exhorté tous les Indonésiens à prier et a observé une minute de silence afin de se souvenir des victimes. Des centres de crise ont été installés à Sentani et à Jakarta. Le ministre des transports, Ignasius Jonan, a déclaré que Trigana Air « doit traiter les familles touchées aussi bien que possible ». Peu de temps après le crash, des bannières de fleurs et de condoléances ont été placées devant le siège de Trigana Air. Des condoléances ont aussi été fournies par différentes compagnies aériennes, notamment Sriwijaya Air, Aviastar et le personnel principal d’INACA.
Trigana Air a déclaré qu'elle paierait une indemnité pour avoir revendiqué la responsabilité de l'accident, avec un total de 1,25 milliard de roupies indonésiennes (plus ou moins 80 000 euros) en compensation pour chaque personne tuée dans l'accident. Jasa Raharja, président de la compagnie, devait également verser une indemnité de 100 millions de roupies (environ 6 300 euros) pour chaque personne, portant le total à 1,35 milliard de roupies (plus ou moins 85 000 euros).

### Infrastructures
Le Conseil représentatif du peuple indonésien a exhorté le gouvernement à améliorer le système de navigation aérienne de chaque aéroport indonésien. Le gouvernement indonésien a annoncé qu'il travaillerait avec AirNav Indonesia pour améliorer l'infrastructure en Papouasie. Douze petits aéroports devaient être modernisés par le gouvernement. Parmi eux se trouvaient l'aéroport de Sumenep, l'aéroport de Labuan Bajo et l'aéroport d'Oksibil. La première phase consiste à mettre à niveau le système d’information qui transfère des données d’information de vol (AFIS) aux tours de contrôle de zone (ADC) et aux pilotes. La station météorologique locale émettra également des rapports météorologiques actualisés plus fréquemment. Le processus de mise à niveau des procédures de sécurité devait durer environ six mois et la mise à niveau des tours ADC environ un an. Certaines pistes d'aéroports devaient également être modernisées.

Andrew Herdman, président de l'Association des compagnies aériennes de l'Asie Pacifique, a déclaré :
« Davantage de ressources sont nécessaires mais, bien entendu, les gouvernements doivent faire face à de nombreuses demandes. Des investissements supplémentaires sont nécessaires dans les infrastructures. De nombreux aéroports indonésiens traitent des problèmes de congestion bien au-delà de leur capacité normale. Certains des plus petits aéroports, et cette dernière tragédie, impliquaient un service de transport à courte distance entre deux aéroports distants situés sur un terrain inhospitalier en Papouasie - les aéroports situés sur ce terrain nécessitaient une mise à niveau des aides à la navigation et d'autres améliorations opérationnelles ».

### Régulation
L'accident a ramené les projecteurs sur la sécurité de l'aviation indonésienne. Arnold Barnet, un statisticien du Massachusetts Institute of Technology (MIT) spécialisé dans la sécurité de l'aviation, a déclaré au New York Times en décembre 2014 que le taux de mortalité dans les accidents d'avion indonésiens au cours des dix dernières années était de un sur un million de passagers embarqués, contre un décès pour 25 millions de passagers pour les compagnies aériennes aux États-Unis. Selon CNN, Tony Tyler, PDG de l'Association du transport aérien international (IATA), a déclaré en mars 2015 que l'Indonésie avait été témoin d'au moins un accident majeur entraînant la perte d'un avion chaque année depuis 2010, et que l'Indonésie a été classée « sous la moyenne mondiale » par le Programme universel d'audits de supervision pour la sécurité (USOAP) de l'Organisation de l'aviation civile internationale (OACI). Mary Schiavo, experte en aviation, a déclaré que les accidents précédents de Trigana suggèrent qu'une meilleure formation de ses pilotes est nécessaire, car l' « impact sans perte de contrôle » est le type d'accident principal dans la plupart des accidents mortels de la compagnie.
Toutefois, en 2018, les compagnies aériennes indonésiennes ont été retirées de la liste noire des compagnies aériennes interdites d'exploitation dans l'Union européenne en raison de « nouveaux progrès réalisés en Indonésie en matière de sécurité aérienne ».

## Médias
L'accident a fait l'objet d'un épisode dans la série télévisée Air Crash nommé « Sans crier gare » (saison 20 - épisode 8).